# ホベルチ・ヘナン・アウヴェス・バルボーザ
ホベルチ・ヘナン（Robert Renan）ことホベルチ・ヘナン・アウヴェス・バルボーザ（ポルトガル語: Robert Renan Alves Barbosa、2003年10月11日 - ）は、ブラジルのサッカー選手。ポジションはディフェンダー。

## クラブ歴
2019年にグレミオ・ノヴォリゾンチーノの下部組織からSCコリンチャンス・パウリスタの下部組織に移った。2022年4月20日に行われたコパ・ド・ブラジルでトップチーム初出場を記録した。同年6月26日にカンピオナート・ブラジレイロ・セリエA初出場を記録した。
2023年1月10日に、ロシア・プレミアリーグのFCゼニト・サンクトペテルブルクに5年契約で完全移籍した。

## 代表歴
年代別代表ではU-18からの出場歴がある。。U-20代表として2023 南米ユース選手権に参加した。